# Gran Premi de San José
El Gran Premi de San José (en castellà: Gran Premio de San José), conegut també com a Gran Premi de Costa Rica és una cursa ciclista d'un dia que es disputa a San José, a Costa Rica. La primera edició es disputà el 2016 i forma part de l'UCI Amèrica Tour.

## Palmarès
| Any  | Vencedor            | Segon          | Tercer                 |
| ---- | ------------------- | -------------- | ---------------------- |
| 2016 | Pablo Alarcón Cares | Daniel Bonilla | Román Villalobos Solis |